# 龍泉水
龍泉水，是台灣屏東縣恆春鎮的一個傳統地域名稱，位於該鎮中部偏西南及西部臨海地區北半段。相較於今日行政區，其範圍大致包括龍水里西大半部、山海里不含東南端、水泉里北部西側凸出部分。
本地區境內主要聚落為龍泉水、赤崁、埤仔頭、下草潭、草潭、檳榔坑、紅柴坑、蟳廣嘴、萬里洞，設有山海國小、水泉國小龍泉分校。龍鑾潭主要位於本地區境內。

## 歷史
台灣日治初期，龍泉水地區為一街庄，稱為「龍泉水庄」（舊制街庄），隸屬於德和里。該庄昔日西北部凸出部分的北邊與射藔庄為鄰，該凸出部分的東邊北至中段與大平頂庄為鄰，東邊南段及本體的北邊與槺榔林庄為鄰，本體的東北與山腳庄為鄰，東與鼻仔頭庄為鄰，南邊為大樹房庄、水泉庄，西邊皆臨台灣海峽。
1901年（日治明治三十四年）11月11日，全台廢縣廳改設二十廳，該庄隸屬於恆春廳。1904年（明治三十七年）5月1日，該庄編入「龍泉水區」，隸屬於恆春廳。1909年（明治四十二年）10月25日，全台合併二十廳為十二廳，龍泉水區改隸屬於阿緱廳。1920年（大正九年）10月1日，全台地方制度大改正，廢十二廳改設五州二廳，該庄改制為「龍泉水」大字，隸屬於高雄州恆春郡恆春庄（新制街庄）。1940年（昭和十五年）6月17日，恆春庄改制為恆春街。
戰後恆春街改制為恆春鎮，隸屬於高雄縣，大字亦改制為里。1950年（民國39年）10月1日，高、屏分治，恆春鎮改隸屬於屏東縣。
相較於今日行政區，本地區的範圍大致包括龍水里西大半部、山海里不含東南端、水泉里北部西側凸出部分。

## 聚落
本地區發展較早的聚落為龍泉水、赤崁、埤仔頭、下草潭、草潭（已遷移）、檳榔坑、紅柴坑、蟳廣嘴、萬里洞，在日治期初期的官方地圖上已有記載。

## 交通
鄉道屏155線是新街至大光的道路，其南側端點（終點）位於本地區南部近邊界地帶略偏東的草潭路、南光路路口，由此向北蜿蜒而行，會經過本地區的草潭、埤仔頭、龍泉水等聚落。
鄉道屏159線是恆春至龍水的道路，其南側端點（終點）位於本地區北部邊界地帶外緣的鄉道屏155線路口。

## 學校
- 山海國小
- 水泉國小龍泉分校

## 公務機關
- 屏東縣政府警察局恆春分局龍水派出所

## 水利設施
- 龍鑾潭

## 產業
- 山海漁港
- 紅柴坑漁港